# Târnava de Criș, Hunedoara
Târnava de Criș este un sat în comuna Vața de Jos din județul Hunedoara, Transilvania, România.

## Vezi și
- Biserica de lemn din Târnava de Criș